# Реакція Бішлера — Напіральського

A mechanism for the Bischler-Napieralski reaction involving a nitrilium intermediate.

Реакція Бішлера — Напіральського (англ. Bischler — Napieralski reaction) — утворення ізохінолінів циклодегідратацією N-ацил-β-арилетиламінів під дією кислотних агентів (POCl3, P2O5, PCl5, поліфосфорна кислота), що відбувається як внутрімолекулярне електрофільне ацилювання (якому сприяють електронодонорні замісники в ароматичному ядрі), з наступним
дегідруванням (над паладієвими або платиновими каталізаторами, або KMnO4). Проводять при нагріванні в хлороформі, нітробензені, інших інертних розчинниках. Реакція використовується в твердофазному синтезі в комбінаторній хімії, де зупиняється на стадії утворення дигідроізохіноліну.

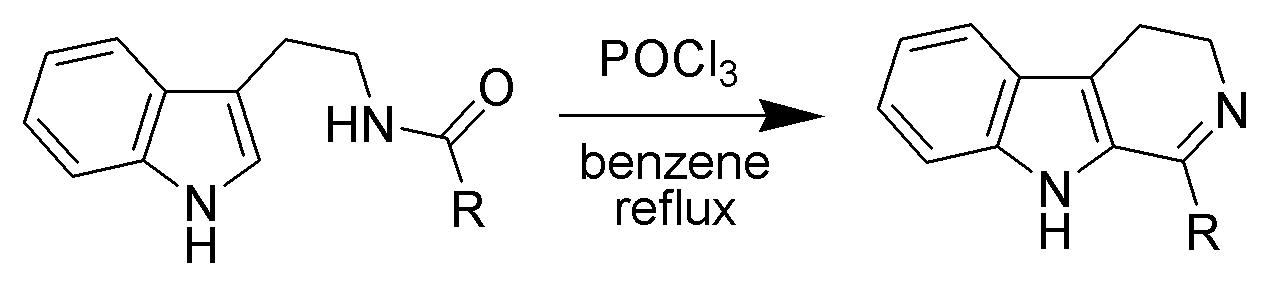
Генеральна схема механізму реакції Бішлера — Напіральського.

A mechanism for the Bischler-Napieralski reaction involving an imine-ester intermediate.